# ヨーゼフ・ラインベルガー
ヨーゼフ・ガブリエル・ラインベルガー（Josef Gabriel Rheinberger、1839年3月17日 - 1901年11月25日）は、リヒテンシュタインの首都ファドゥーツに生まれ、ドイツ帝国のミュンヘンに没した作曲家、オルガン奏者、指揮者、教育者。

## 略歴
5歳より音楽教育を受け、7歳でファドゥーツ・聖フローリン教会のオルガン奏者となり  、この頃最初の作曲を行った。1851年にミュンヘン音楽院に入学。専攻はピアノ（Emil Leonhardに師事）と音楽理論（Julius Josef Maierに師事）。また他にJohann Georg Herzogにオルガン奏法を師事。3年間の音楽院のコースを終了した後フランツ・ラハナーに個人指導を受ける。1859年には同音楽院にてピアノ演奏の教師に就任。またペータースより初めての作品出版も行う（『4つのピアノ曲 op. 1』）。翌年作曲 、和声、対位法、音楽史の教授に就任。1863年聖ミハエル教会のオルガニストに就任(～1867年まで)。1864年ミュンヘン・オラトリオ協会の指揮者に就任（～77年まで）。王立歌劇場のコレペティートルも勤める（～67年まで）。1867年4月に女流詩人のフランチスカ（ファニー）・フォン・ホッフナースと結婚。秋にミュンヘン音楽院が再建されるとオルガンと作曲の教授となり、終生その地位にあった。音楽教師として非常に優秀だったため、ヨーロッパ及びアメリカから彼を慕って生徒が集まった。高名な教え子としてはエンゲルベルト・フンパーディンク、エルマンノ・ヴォルフ＝フェラーリ、ジョージ・ホワイトフィールド・チャドウィック、ホレイショ・パーカー（ヴィルヘルム・フルトヴェングラーの幼少期に家庭教師をしていたこともあった）などがあげられる。直接の教え子ではないが、マックス・レーガーなどからも慕われた。リヒャルト・シュトラウスはいくつかの作品のタクトを振った。また、マックス・ブルッフとは共にとある作曲コンクールの審査員となったことをきっかけにして手紙による交流があった。
1877年にバイエルン王・ルートヴィッヒ2世によってフランツ・ヴュルナーの後任として宮廷楽長に任ぜられる（～94年まで）。1878年、『ミサ曲 変ホ長調 op. 109 (Cantus Missae)』をローマ教皇レオ13世に献呈し、聖グレゴリーの騎士に叙せられる。他、1887年ベルリン王立芸術アカデミーの名誉賞を受賞。1895年バイエルン王室より大十字勲章を授けられ一代貴族に列せられる。1899年ミュンヘン大学哲学部より名誉哲学博士号の授与、など生前は高い地位と名誉を収めた。1892年妻フランチスカの死去以後は孤独な人生を送ったが、創作意欲は衰えず、彼自身が亡くなる年まで作曲・出版が続いた。生存中の最後の出版は『オルガンソナタ第20番 ヘ長調 op. 196 "平和の祭典へ"』。最後の作品『ミサ曲 イ短調 op. 197』はクレドの途中で絶筆となった。生前は絶大な人気を誇った作曲家であったが、死後その作品は急速に忘れられていく。
作曲家としてはオルガン曲が有名で、20あるオルガンソナタは彼の代表作である。そのほか宗教曲、管弦楽曲、室内楽曲、ピアノ曲にも多くの作品を残している。
合唱曲では、3つの宗教的な歌 op. 69の第3曲Abendlied（夕べの歌）が小品ながら知られている。また九重奏曲 op. 139（フルート、オーボエ、クラリネット、ファゴット、ホルン、ヴァイオリン、ヴィオラ、チェロ、コントラバス）は比較的演奏頻度が高い。
日本ではラインベルガー存命中から、彼の初期作品であるピアノのための「バラード ト短調 op. 7-1」が知られており、1897年（明治29年）と1898年（明治30年）には、東京音楽学校に在学中の瀧廉太郎がこの曲を演奏した記録があり、自筆の写譜（2部）も残っている。しかし現代では「九重奏曲」以外の作品が日本で演奏される機会は少ない。

## 作品

### 宗教曲
- スターバート・マーテル op.16
- 混声合唱のための5つのモテット op.40
- 受難歌 op.46
- 6つの讃歌 op.58
- レクイエム 変ロ短調 op.60
- ミサ曲 ヘ短調 op.62 Missa Puerorum(Kleiner und leichter Meßgesang)
- 3つの宗教的な歌 op.69
- ミサ曲 ニ短調 op.83
- レクイエム 変ホ長調 op.84
- 5つの讃歌 op.107
- ミサ曲 変ホ長調 op.109 Cantus Missae
- ミサ曲 ヘ長調 op.117 Missa brevis (Missa (in honorem) Sanctissimae Trinitatis)
- 6つの讃歌 op.118
- ミサ曲 イ長調 op.126 Missa in nativitate Domini
- 4つの哀歌 op.128
- 4つのモテット op.133
- 復活祭讃歌 op.134
- スターバート・マーテル op.138
- 5つの讃歌 op.140
- ミサ曲 ト長調 op.151 Missa St. Crucis
- 6つの宗教的歌 op.157
- ミサ曲 変ホ長調 op.155 Reginae Sancti Rosarii
- ミサ曲 ヘ短調 op.159
- 5つのモテット op.163
- ミサ曲 ハ長調 op.169
- マリア讃歌 op.171
- ミサ曲 変ロ長調 op.172
- 降臨節のための9つのモテット op.176
- ミサ曲 ト短調 op.187 sincere in memoriam
- ミサ曲 ヘ長調 op.190
- ミサ曲 ホ長調 op.192 Misericordias Domoni
- レクイエム ニ短調 op.194
- ミサ曲 イ短調 op.197 Missa omnium sanctorum(未完・絶筆)

### オラトリオとカンタータ
- ヤイロの娘 op.32
- クリストフォールス op.120
- ベツレヘムの星 op.164
妻フランチスカとの最後の合作。この曲の初演直後の大みそかに彼女は亡くなった(1892)

### オペラ
- 七羽のからす op.20
- 塔守の娘 op.70

### ジングシュピール
- 哀れなハインリヒ op.37
- 魔法の言葉 op.153
- 金角湾から op.182

### 歌曲
- 七つの歌 op.3
後の妻フランチスカに献呈した
- 湖畔にて op.158
妻フランチスカ作詩によると同時に、最後に出版された歌曲集

### 管弦楽曲
- 管弦楽のための交響的絵画『ヴァレンシュタイン』 op.10（交響曲第1番とも）
- 交響曲ヘ長調『フィレンツェ交響曲』 op.87
- 序曲『じゃじゃ馬ならし』 op.18
- 序曲『デメトリウス』 op.110
- 『大学序曲』 op.195
1899年ミュンヘン大学哲学部による名誉哲学博士号の授与のさい、返礼として用意した。

### 協奏曲
- ピアノ協奏曲 変イ長調 op.94
- オルガン協奏曲第1番 ヘ長調 op.137
- オルガン協奏曲第2番 ト短調 op.177

### オルガン曲
- オルガンソナタ第1番 ハ短調 op.27 (1868)
- オルガンの為の10曲のトリオ op.49 (1868)
- オルガンソナタ第2番 変イ長調 op.65 『幻想』 (1871)
- オルガンソナタ第3番 ト長調 op.88 『田園』 (1875)
- オルガンソナタ第4番 イ短調 op.98 (1876)
- オルガンソナタ第5番 嬰ヘ長調 op.111 (1878)
- オルガンソナタ第6番 変ホ短調 op.119 (1880)
- オルガンソナタ第7番 ヘ短調 op.127 (1881)
- オルガンソナタ第8番 ホ短調 op.132 (1882)
- オルガンソナタ第9番 変ロ短調 op.142 (1885)
- オルガンソナタ第10番 ロ短調 op.146 (1886)
- オルガンソナタ第11番 ニ短調 op.148 (1887)
第2楽章の「カンティレーナ」がしばしば単独で演奏される。
- オルガンソナタ第12番 変ニ長調 op.154 (1888)
- オルガンソナタ第13番 変ホ長調 op.161 (1889)
- オルガンソナタ第14番 ハ長調 op.165 (1890)
- オルガンソナタ第15番 ニ長調 op.168 (1891)
- オルガンソナタ第16番 嬰ト短調 op.175 (1893)
- オルガンソナタ第17番 ロ長調 op.181 『幻想』 (1894)
- オルガンソナタ第18番 イ長調 op.188 (1897)
- オルガンの為の12曲のトリオ op.189 (1897)
- オルガンソナタ第19番 ト短調 op.193 (1899)
- オルガンソナタ第20番 ヘ長調 op.196 『平和の祭典へ』 (1901)

### ヴァイオリンとオルガンの為の音楽
- ヴァイオリンとオルガンの為の6つの小品 op.150 (1874-1876)
- ヴァイオリンとオルガンの為の組曲 op.166

### ピアノ曲
- ピアノソナタ第1番 ハ長調 op.47 『交響的』
- ピアノソナタ第2番 変ニ長調 op.99
- ピアノソナタ第3番 変ホ長調 op.135
- ピアノソナタ第4番 嬰ヘ短調 op.184 『ロマンティック』

### ピアノ四手連弾または２台のピアノのための作品
- タランテラ ロ長調 op.13
- ２台のピアノのためのデュオ イ短調 op.15
- 大ソナタ ハ短調 op.122

### 室内楽
- ヴァイオリンソナタ第1番 変ホ長調 op.77
- ヴァイオリンソナタ第2番 ホ短調 op.105
- チェロソナタ ハ長調 op.92
- ホルンソナタ 変ホ長調 op.178
- ピアノ三重奏曲第4番 ヘ長調 op.191
ピアノ三重奏曲は合計４曲出版しており、特にこの４番はピアノ６重奏曲として編曲、Sextett（ゼクステット）op.191b と題され演奏頻度が高い。
- ピアノ四重奏曲 変ホ長調 op.38
- ピアノ五重奏曲 ハ長調 op.114
- 弦楽四重奏曲第1番 ハ短調 op.89
- 弦楽四重奏曲第2番 ヘ長調 op.147
- 弦楽五重奏曲 イ短調 op.82
- 九重奏曲 変ホ長調 op.139
- 組曲 ハ短調 op.149 オルガン、ヴァイオリンそしてチェロ（またはオルガン、ヴァイオリン、チェロそして弦楽五重奏）ための[13]